# Urt
Urt är en kommun i departementet Pyrénées-Atlantiques i regionen Nouvelle-Aquitaine i sydvästra Frankrike. Kommunen ligger i kantonen La Bastide-Clairence som tillhör arrondissementet Bayonne. År 2022 hade Urt 2 342 invånare.

## Befolkningsutveckling
Antalet invånare i kommunen Urt
| Referens: INSEE |